# Clatsop
Los clatsop son una fracción del pueblo chinook, tribu amerindia de lengua aislada. Según Franz Boas, su nombre proviene de Lā'k!ēlak, "salmón seco". Vivían en la orilla meridional del río Columbia, y se extendían hasta Tongue Point y Tillamook Head (Oregón). Los poblados más conocidos de la tribu eran:
- Konope, cerca de la desembocadura del Columbia.
- Neacoxy, el principal poblado de invierno, en la costa, en la desembocadura  de Neacoxie Creek.
- Neahkeluk, en Point Adams.
- Niakewankih, al sur de Point Adams, en las orillas de Ohanna Creek.
- Neahkstowt, cerca del actual Hammond.
- Necotat, en Seaside.

Según James Mooney (1928), en 1780 eran unos 300, el mismo número dado por Lewis y Clark en 1806. En 1875 unos pocos supervivientes se integraron en la reserva Grande Ronde, donde en 1910 fueron censados 26. Según el censo de 2000 había 52 incluidos en los chinook.
Tradicionalmente se dedicaban a la pesca del salmón. En 1806 fueron visitados por Lewis y Clark, y en 1851 fueron obligados a firmar un tratado con los EE. UU. por el cual cedían el 90 % de sus tierras. Entonces se organizaron con los Nehalem y crearon una nueva tribu, pero los escasos supervivientes se confederaron primero con los Siletz y más tarde con los de la reserva de Grande Ronde. Más adelante se les incluyó en los chinook, que fueron reconocidos oficialmente en 2001. El último parlante de tillamook, lengua que hablaban casi todos ellos, murió en 1972.